# Вища Кропивна
Вища Кропи́вна — село в Україні, у Райгородській сільській громаді Гайсинського району Вінницької області. Населення становить 642 особи.
Через село протікає невелика річка — притока Південного Бугу. Неподалік від села на східній околиці знаходиться станція Ситківці, де ходить приміський поїзд.

## Географія
У селі річка Совітанка впадає у Кропив'янку, ліву притоку Південного Бугу.

## Історія
Через село Вища Кропивна проходив казенний шлях, який з'єднував Київ з Брацлавом. Не дивлячись на солом'яні колись дахи, вузенькі вулички, оточені тинами, село створювало прекрасну панораму. З трьох сторін села - ліси. Найбільший називався Переліском. Сусідство з лісами, як відомо, мало свій позитивний вплив на розширення села Вища Кропивна.
Типовими будівлями садиб була хата, клуня та хлів. Все покрите сніпками соломи чи осоки. Та не у всіх так було. Були й такі господарства, що мали лише хатку. Це переважно малоземельні селяни. А от сади були у всіх. У них росли черешні, вишні, сливи, яблуні, груші.
Вздовж річки долинами росли осокори, верби та верболіз. Різноманітні дерева були у самих садибах та навколо них (берест, ясен, клен, граб). Все це, особливо весною і літом, наповнювалось співом різноманітних птахів. В цьому природа села була прекрасною.
До 1861 року Вища Кропивна - типове кріпосне село. Найдавнішими відомими господарями рахуються Ленкевичі. Від них село перейшло до Кулеші. Тоді у Вищій Кропивні нараховувалось 200 дворів, лише вісім із них не були кріпосними. Ці господарства розташовувались на одній вулиці, яка до сьогодні в народі називається Вольною.
На жаль, хатинок з солом'яним дахом в селі не збереглося. Ось приблизно такі хатки були в Вищій Кропивні. Фото з Вікіпедії.
Поміщик Кулеша у 1864 році продав свої володіння німцеві Миколі Грунеру. Його син Макс був садоводом. Він навчав селян доглядати садок. В центрі села збудували басейн, який був обсаджений квітами і деревами. До 80 років 20 століття в селі були рози, щеплені Грунером.
Згідно архівних матеріалів у поміщика М.М.Грунера було понад 400 га землі. Ще до встановлення радянської влади Грунер продав свій маєток Гайсинській земській управі.
На 1893 рік населення нараховувалось 1595 чоловік. Лікаря в селі не було і до 1917 року було лише 2 вчителі з освітою.
Населення села Вища Кропивна жило бідно, а тут ще й війна породила розруху і безлад. Більшість людей не мали продуктивної і робочої худоби. Інколи землю обробляли ралом та іншим примітивним реманентом. Плуги хоча й були, але не всякий хлібороб міг його купити. Лише частина середняків та більш заможні селяни могли самі обробляти землю, решта об'єднувались. В одного був плуг, у другого кінь, приєднували третього з конем. Система обробітку землі була трьохпільна: толока, озима, ярина. Інколи заможні толоку орали на пар.
Державна промисловість була на низькому рівні. Урожай збирали по 25-30 пудів з десятини (десятина трохи більша гектара). У хатах панувала убогість, люди села голодували. А тому були поширені різноманітні епідемії: малярія (лихоманка, пропасниця), дифтерія, кір, туберкульоз, скарлатина, тиф. Майже кожного дня церковні дзвони своїм жалем сповіщали про покійника. Особливо була велика дитяча смертність.
З січня по вересень 1848 року і в 1892 році селяни Вищої Кропивни виступили проти сплати податків і вимогами розподілу поміщицької землі.
У грізні роки громадянської війни в селі з бідного селянства був створений загін сприяння радянській владі, керівником якого був Ісак Немировський. Організатором сільської ради депутатів трудящих у роки громадянської війни був Вознюк Каленик Федорович.
У 1924 році в селі створили СОЗ. Його організатор - місцевий громадянин Капкан Василь Васильович.
Актив незаможного селянства 1925 року згідно архівних даних:
1. Вдівнюченко Іван, голова сільради
2. 3агоруйко Ольга, секретар сільради
3. Капкан Василь, голова КНС
4. Ніщук Трохим
5. Гусак Дмитро, голова
б. Лиманський Олекса, голова кооперації
7. Черноморец Віра, вчителька
8. Ткаченко Андрій, завідуючий хатою-читальнею
9. Левченко Данило, рахівник
10. Волошенюк Степан, завідуючий хатою-читальнею.

## Освіта у Вищій Кропивні. Початок
Першим навчально-освітнім закладом села Вища Кропивна - була церковно-приходська школа, яка відкрилась у 80 роках 19 століття. Звичайно в той час могли навчатися не всі, тому відвідували її лише діти більш заможних селян.
Часи змінювалися у 1894 році була проведена земельна реформа, яка принесла позитивні наслідки для сільського населення. Ці події не обминули звичайно і нашого села. Хоча і пізніше, але все ж таки у 1910 році була відкрита земська школа, яка була побудована на кошти селян. Це будова є живим пам'ятником, адже до сьогоднішніх днів служить підростаючому поколінню. Її побудували умілі майстри своєї справи, використовуючи стародавні секрети. До побудови готувалися довгий період. Цегла була дуже міцною, адже на її виготовлення брали найкращу глину, яку вистоювали кілька років добавляли пісок, ретельно змішували і тривалий час випалювали. Для міцності у цемент добавляли яйця, тому споруда виявилася стійкою.
Це була початкова школа. І працювало тут лише два учителя. Було дві класних кімнати, де навчались по дві групи перша і третя, друга і четверта. Отже, класи були спаровані. У цій школі, звичайно ж, не могло бути директора, його функції виконував Банюк Іван Якович. А учителем – Гусятинський Трохим Іванович. У 1930 році відкрили п’ятий клас. Цей період в історії школи називався прогресивкою. Учні в класі були різного віку. У 1934 році відбувся перший випуск семирічок. На той час у школі працювало п’ятнадцять вчителів:
- Козаченко - Сельцер Броніслава Йосипівна
- Кулібаба Ульян Фомович
- Банюк Іван Якович
- Піддубняк Кіндрат Петрович
- Деркач Андій Васильович
- Гусятинський Трохим Матвійович
- Липецький Мартин Савович
- Ґонтар Євтух Сільвестрович
- Шило Василь Олексійович
- Тузенко Марко Онисійович
- Коваль Андрон Тимофійович
- Жуковський Антін Михайлович
- Прилуцький Антін Матвійович
- 3інич Степан Афанасійович
- Калита Спиридон Афанасійович